# Chaupihuasi
Chaupihuasi es una localidad del departamento San Blas de los Sauces, provincia de La Rioja, Argentina.
Se accede a través de la Ruta nacional 40 y la Ruta nacional 60. La localidad está ubicada en cercanías de la intersección de ambas rutas y del límite con la provincia de Catamarca.
Según una investigación realizada por jóvenes alumnos del departamento, el nombre Chaupihuasi significa "casa en medio de las lomas".
Cuenta con una escuela pública de nivel inicial y un club social y deportivo.

## Población
Desde el año 2001, el total de la población se unifica con el de la localidad aledaña de Alpasinche. En el año 2001, ambas localidades sumaban 755 habitantes, de los cuales 203 correspondían a Chaupihuasi. Según el censo de 2010, la población de ambas localidades disminuyó y solo alcanza a 650 habitantes.

## Sismicidad
La sismicidad de la región de La Rioja es frecuente y de intensidad baja, y un silencio sísmico de terremotos medios a graves cada 30 años en áreas aleatorias.